# Bảo tàng kiến trúc dân gian, Sanok
Bảo tàng Kiến trúc Nông thôn Sanok (tiếng Ba Lan: Muzeum Budownictwa Ludowego w Sanoku) là một trong những bảo tàng ngoài trời lớn nhất ở Ba Lan. Nó được thành lập vào năm 1958 bởi Aleksander Rybicki và có 200 tòa nhà được di dời từ các khu vực khác nhau của Sanok Land (Low Beskids, Pogórze Bukowskie, Doły Jasielsko Sanockie). Bảo tàng Sanok cho thấy cuộc sống của thế kỷ 19 và đầu thế kỷ 20 tại khu vực này của Ba Lan.

## Tiểu sử
Công viên được chia thành các khu vực khác nhau nhưng trông giống nhau - mỗi khu vực có một nhóm dân tộc sống trong khu vực trước khi tái định cư bắt buộc sau Thế chiến II. Rusyns (Boykos, Lemkos và Dolinians) và người vùng cao Ba Lan  (pl. Pogórzanie) nhà cửa và nhà thờ đã được chuyển đến đó từ các ngôi làng xung quanh, khôi phục lại tình trạng ban đầu và được trang bị các đồ vật nguyên bản của thời kỳ này.
Các nhóm dân tộc học riêng lẻ (Boyko, Lemko, Pogórzanie và Dolinians) được sắp xếp thành các phần riêng biệt hoàn toàn phù hợp với địa lý cảnh quan: kiến trúc Bojko và Lemko nằm ở phần trên của Công viên, trong khi đó của Pogórzanie và phần trên của khu vực.
Người ta có thể đi vào bên trong nhiều tòa nhà bao gồm một số ngôi nhà, một ngôi trường và một nhà thờ Công giáo La Mã hoặc Công giáo Hy Lạp. Bảo tàng cũng sở hữu một kho lưu trữ ảnh lớn, bao gồm những bức ảnh chân thực từ thế kỷ 19 và 20.

## Quảng trường chợ Galicia
Bảo tàng dân tộc học ở Sanok đã trải qua một sự thay đổi lớn trong hai năm qua. Một Rynek "mới" (Quảng trường thị trấn) đã được xây dựng ngay bên trong lối vào. Nó là một bản sao của một quảng trường thị trấn Galicia từ nửa sau của thế kỷ 19, nơi sinh sống của người Do Thái và người Do Thái Ba Lan. Bên cạnh những ngôi nhà được xây dựng lại từ các thị trấn Subcarpathian khác nhau, còn có một ngôi nhà Do Thái chính hiệu, nhà lửa, quán rượu, bưu điện, nhà hóa học, cửa hàng, thợ cắt tóc và những nhà khác. Các cuộc triển lãm bao gồm bản sao của nhà galician điển hình từ Dębowiec, Jaśliska, Sanok, Jaćmierz, Niebylec, Jedlicze, Bircza, Rybotycze, sokołów małopolski, Brzozow, Stara Wies, Ustrzyki Dolne, và Golcowa.
Bảo tàng Skansen này rất thú vị bởi vì nó bao gồm các phần dành cho các nhóm dân tộc khác nhau sinh sống ở khu vực Bieszczady trước Thế chiến II và Akcja Wisla.
Địa chỉ của nó là 38-500 Sanok, đường Traugutta 3. Lối vào Bảo tàng là qua cây cầu bắc qua sông San (đường Rybicki). Bãi đậu xe có sẵn gần bảo tàng, mở cửa quanh năm.